# Волосовское городское поселение
Во́лосовское городско́е поселе́ние — муниципальное образование в составе Волосовского района Ленинградской области.
Административный центр — город Волосово.

## Географические данные
- Общая площадь: 17,563 км².
- Расположение: центр Волосовского района

Волосовское городское поселение граничит:
- на севере — с Клопицким сельским поселением
- на востоке — с Калитинским сельским поселением
- на юге — с Рабитицким сельским поселением
- на западе — с Терпилицким сельским поселением

Расстояние до Санкт-Петербурга — 85 км.
По территории поселения проходят автодороги:
- 41А-002 (Гатчина — Ополье)
- 41К-013 (Жабино — Вересть)
- 41К-014 (Волосово — Гомонтово)
- По территории поселения проходит железная дорога Гатчина — Ивангород, на которой находится железнодорожная станция Волосово.

## История
1 января 2006 года в соответствии с областным Законом № 64-оз от 24 сентября 2004 года «Об установлении границ и наделении соответствующим статусом муниципального образования Волосовский муниципальный район и муниципальных образований в его составе» образовано Волосовское городское поселение, в его состав вошла территория города Волосово и деревня Лагоново.

## Население
| 2006    | 2010    | 2011    | 2012    | 2013    | 2014    | 2015    |
| ------- | ------- | ------- | ------- | ------- | ------- | ------- |
| 11 600  | ↗12 264 | ↘12 239 | ↘12 215 | ↗12 329 | ↘12 268 | ↗12 306 |
| 2016    | 2017    | 2018    | 2019    | 2020    | 2021    | 2023    |
| ↘12 282 | ↘12 241 | ↘12 071 | ↘11 985 | ↘11 897 | ↗12 043 | ↘11 767 |
| 2024    | 2025    |         |         |         |         |         |
| ↘11 552 | ↘11 415 |         |         |         |         |         |

## Состав городского поселения
На территории поселения находятся 2 населённых пункта:
| № | Населённый пункт | Тип населённого пункта        | Население      |
| - | ---------------- | ----------------------------- | -------------- |
| 1 | Волосово         | город, административный центр | ↘11 293 (2025) |
| 2 | Лагоново         | деревня                       | ↗122 (2025)    |